# تپه حسنعلی
تپه حسنعلی مربوط به دوران‌های تاریخی پس از اسلام است و در شهرستان قزوین، بخش طارم، روستای اورگن کرد واقع شده و این اثر در تاریخ ۱۰ مهر ۱۳۸۰ با شمارهٔ ثبت ۳۹۰۶ به‌عنوان یکی از آثار ملی ایران به ثبت رسیده است.